# Усольцев, Михаил Тимофеевич
Усольцев Михаил Тимофеевич (? — 1917) — русский солдат, один из команды двинцев. До ареста двинцев служил в 303-м Сенненском полку 5-й армии. Летом 1917 года он совместно с 74 солдатами 303-го Сенненского полка был предан военному суду. В первом бою на Красной площади в борьбе за Советскую власть был смертельно ранен. Был похоронен в братской могиле у Кремлёвской стены.